# Isle of Jura (palírna)
Isle of Jura je skotská palírna společnosti Whyte and Mackay Limited nacházející se na ostrově Jura v jeho hlavním městě Craighouse, jež vyrábí skotskou jednodruhovou  whisky.

## Historie
Palírna byla založena v roce 1810 a produkuje jednodruhovou whisky (single malt whisky). Tato palírna je neoficiálně považovaná za nejstarší palírnu ve Skotsku. Údajně se zde nelegálně pálilo již na začátku 16. století. První přestavbu provedl James Ferguson v roce 1884. Začátkem 20. století byla palírna uzavřena. Ke znovu otevření došlo v roce 1963 díky Robinu Fletcherovi, Riley-Smithovi a Delma Evansovi. Dnes je palírna v majetku společnosti Whyte and Mackay Limited. Produkuje whisky značky Jura, což je 10letá whisky s obsahem alkoholu 40%. Část produkce se používá do míchaných whisek. Tato whisky je jemně rašelinová až sirupová.